# LRRC46
LRRC46 (англ. Leucine rich repeat containing 46) – білок, який кодується однойменним геном, розташованим у людей на 17-й хромосомі. Довжина поліпептидного ланцюга білка становить 321 амінокислот, а молекулярна маса — 35 340.
| 10         |  | 20         |  | 30         |  | 40         |  | 50         |
| ---------- |  | ---------- |  | ---------- |  | ---------- |  | ---------- |
| MSGGKSAQGP |  | EEGGVCITEA |  | LITKRNLTFP |  | EDGELSEKMF |  | HTLDELQTVR |
| LDREGITTIR |  | NLEGLQNLHS |  | LYLQGNKIQQ |  | IENLACIPSL |  | RFLSLAGNQI |
| RQVENLLDLP |  | CLQFLDLSEN |  | LIETLKLDEF |  | PQSLLILNLS |  | GNSCTNQDGY |
| RELVTEALPL |  | LLDLDGQPVV |  | ERWISDEEDE |  | ASSDEEFPEL |  | SGPFCSERGF |
| LKELEQELSR |  | HREHRQQTAL |  | TEHLLRMEMQ |  | PTLTDLPLLP |  | GVPMAGDSSP |
| SATPAQGEET |  | VPEAVSSPQA |  | SSPTKKPCSL |  | IPRGHQSSFW |  | GRKGARAATA |
| PKASVAEAPS |  | TTKTTAKRSK |  | K          |  |            |  |            |

A: Аланін

C: Цистеїн

D: Аспарагінова кислота

E: Глутамінова кислота

F: Фенілаланін

G: Гліцин

H: Гістидин

I: Ізолейцин

K: Лізин

L: Лейцин

M: Метіонін

N: Аспарагін

P: Пролін

Q: Глутамін

R: Аргінін

S: Серин

T: Треонін

V: Валін

W: Триптофан

Кодований геном білок за функцією належить до фосфопротеїнів. 